# Saint-Laurent-du-Cros
Pour les articles homonymes, voir Saint-Laurent.
Saint-Laurent-du-Cros est une commune française située dans le département des Hautes-Alpes en région Provence-Alpes-Côte d'Azur.

## Géographie
Saint-Laurent-du-Cros se situe dans la vallée du Champsaur au nord de Gap au-delà du col Bayard.
Cette commune fait partie du canton de Saint-Bonnet-en-Champsaur. Elle est encadrée par les communes de Saint-Bonnet-en-Champsaur, Saint-Julien-en-Champsaur, le Forest-Saint-Julien, Gap (arrondissement de Gap), et Laye. La population de Saint-Laurent est répartie en trois hameaux principaux : le chef-lieu qui porte le nom de la commune, le Cros et Serre-Richard, et un lieudit, les Forestiers.

### Climat
Pour des articles plus généraux, voir Climat de Provence-Alpes-Côte d'Azur et Climat des Hautes-Alpes.
En 2010, le climat de la commune est de type climat des marges montargnardes, selon une étude du Centre national de la recherche scientifique s'appuyant sur une série de données couvrant la période 1971-2000. En 2020, Météo-France publie une typologie des climats de la France métropolitaine dans laquelle la commune est exposée à un climat de montagne ou de marges de montagne et est dans la région climatique Alpes du sud, caractérisée par une pluviométrie annuelle de 850 à 1 000 mm, minimale en été.
Pour la période 1971-2000, la température annuelle moyenne est de 8,5 °C, avec une amplitude thermique annuelle de 16,6 °C. Le cumul annuel moyen de précipitations est de 1 016 mm, avec 7,8 jours de précipitations en janvier et 6 jours en juillet. Pour la période 1991-2020, la température moyenne annuelle observée sur la station météorologique de Météo-France la plus proche, « Saint-Bonnet Champsaur », sur la commune de Saint-Bonnet-en-Champsaur à 5 km à vol d'oiseau, est de 8,9 °C et le cumul annuel moyen de précipitations est de 1 085,8 mm. 
La température maximale relevée sur cette station est de 35 °C, atteinte le 28 juillet 2005 ; la température minimale est de −19 °C, atteinte le 12 janvier 1987,,.
Les paramètres climatiques de la commune ont été estimés pour le milieu du siècle (2041-2070) selon différents scénarios d'émission de gaz à effet de serre à partir des nouvelles projections climatiques de référence DRIAS-2020. Ils sont consultables sur un site dédié publié par Météo-France en novembre 2022.

## Urbanisme

### Typologie
Au 1er janvier 2024, Saint-Laurent-du-Cros est catégorisée commune rurale à habitat dispersé, selon la nouvelle grille communale de densité à 7 niveaux définie par l'Insee en 2022.
Elle est située hors unité urbaine. Par ailleurs la commune fait partie de l'aire d'attraction de Gap, dont elle est une commune de la couronne,. Cette aire, qui regroupe 73 communes, est catégorisée dans les aires de 50 000 à moins de 200 000 habitants,.

### Occupation des sols
L'occupation des sols de la commune, telle qu'elle ressort de la base de données européenne d’occupation biophysique des sols Corine Land Cover (CLC), est marquée par l'importance des territoires agricoles (73,1 % en 2018), en diminution par rapport à 1990 (74,3 %). La répartition détaillée en 2018 est la suivante : 
terres arables (62,1 %), forêts (16,1 %), zones agricoles hétérogènes (8,7 %), milieux à végétation arbustive et/ou herbacée (5,8 %), zones urbanisées (3,7 %), prairies (2,4 %), espaces verts artificialisés, non agricoles (1,2 %).
L'évolution de l’occupation des sols de la commune et de ses infrastructures peut être observée sur les différentes représentations cartographiques du territoire : la carte de Cassini (XVIIIe siècle), la carte d'état-major (1820-1866) et les cartes ou photos aériennes de l'IGN pour la période actuelle (1950 à aujourd'hui).

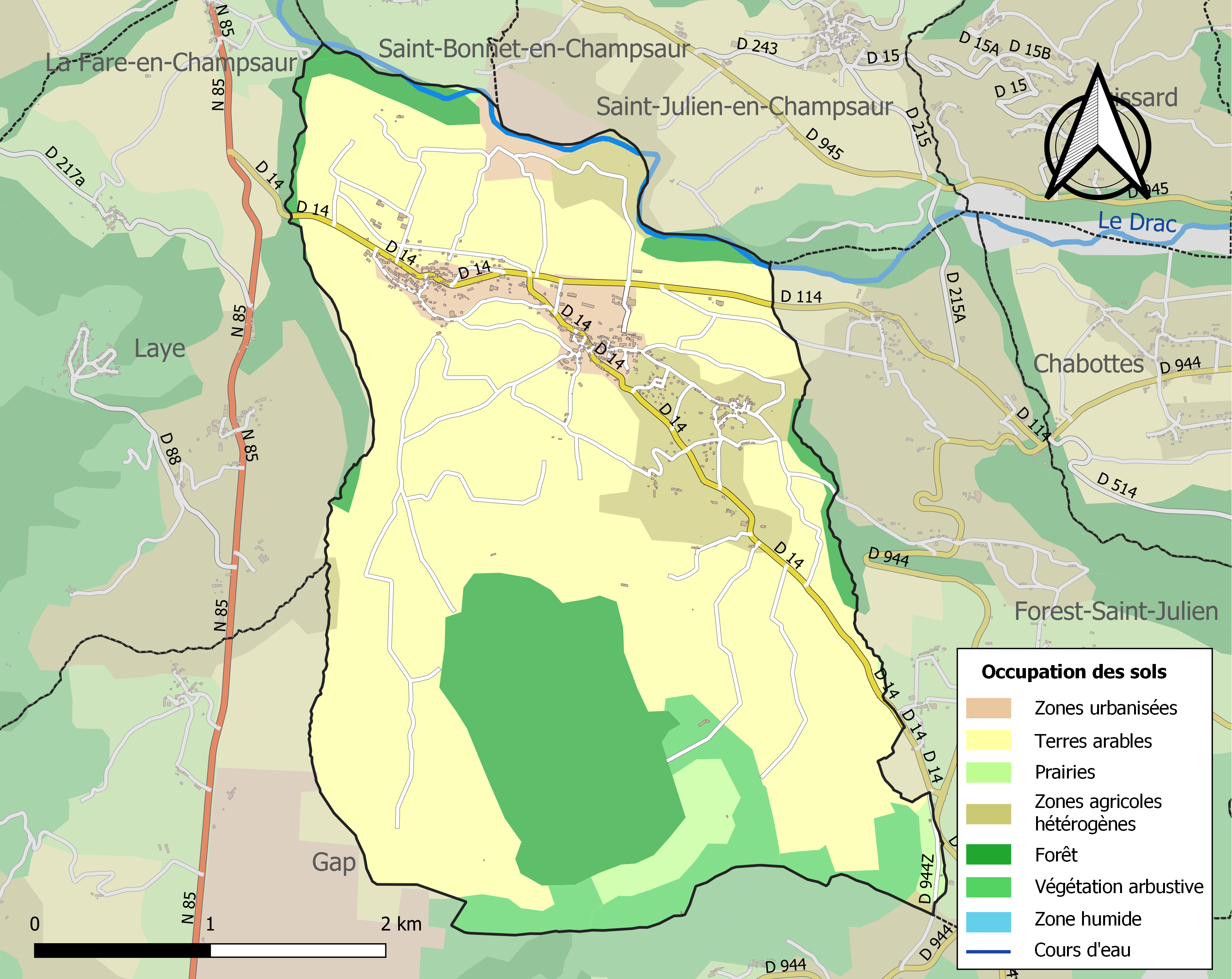
Carte de l'occupation des sols de la commune en 2018 (CLC).

## Économie
L'économie locale traditionnelle repose principalement sur l'agriculture et l'élevage (ovins et bovins) : le Champsaur est la première région productrice de lait dans le département des Hautes-Alpes).
On trouve aussi à Saint-Laurent plusieurs artisans, notamment des métiers liés au bâtiment, une entreprise d'horticulture, et une des deux fromageries semi-industrielles du Champsaur, dont la production, très variée, est vendue dans toute la région. L'un de ces fromages est dénommé saint-laurent.

## Toponymie
Le nom de la localité fait référence à saint Laurent de Rome, martyr chrétien en l'an 268. Ce nom est attesté sous la forme latine Santus Laurencius en 1152, (Ecclesia de) Santii Laurencii en 1179, Sanctus Laurentius de Croso en 1220, Sainct Loren en 1343, Sant-Laurenç-Dos-Cròs en occitan, Laurent du Serre (très brièvement) en 1793.
Le Cros est un hameau de la commue, dont le nom est attesté sous la forme latine Crossum en 1377. Un cròs en occitan désigne un creux. Ici, il semble que ce soit une doline peu profonde et fertile.

## Histoire
Plusieurs éléments remontant à la période gallo-romaine ont été mis au jour au hameau du Cros[réf. nécessaire] :
- un buste d'Hermès, double de Jupiter Hamon (symbole du musée de Gap),
- une main funéraire à l'annulaire bagué,
- un bras d'enfant,
- trois fragments d'une jambe au pied chaussé d'une crépide.

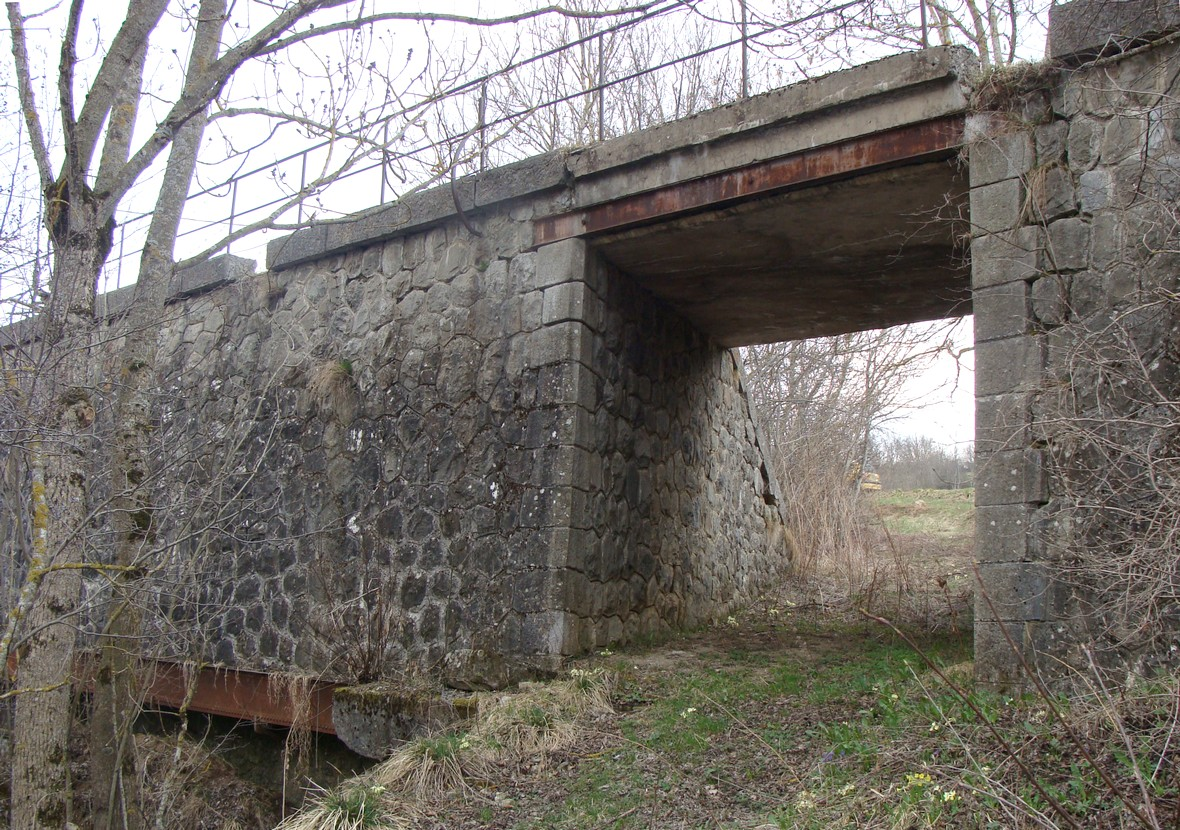
Un viaduc construit pour la ligne du Champsaur aux Forestiers

Pendant la Révolution, la commune est brièvement renommée Laurent-du-Serre.
En 1834, un temple destiné au culte protestant est construit à Saint-Laurent à l'aide d'une subvention ministérielle de 1000 francs. Cet édifice étant devenu trop petit pour accueillir les fidèles de tout le Champsaur, le préfet autorise en mars 1830 la construction d'un nouveau temple. Les travaux durent de 1832 à 1836, et l'inauguration a lieu le 26 mai 1886. Ce nouvel édifice est encore en service aujourd'hui.
De 1912 à 1914, des travaux de terrassement furent entrepris sur le territoire de la commune pour la construction de la ligne de chemin de fer de Gap à Corps. La ligne ne fut jamais mise en service, mais la plateforme, achevée, reste visible, notamment sous Serre-Richerd et sous le Cros jusqu'au pont sur le torrent de Bonne.

## Politique et administration
| Période                                  | Période  | Identité                     | Étiquette | Qualité                       |
| ---------------------------------------- | -------- | ---------------------------- | --------- | ----------------------------- |
| Les données manquantes sont à compléter. |          |                              |           |                               |
| mars 2001                                | En cours | Jean-Marie Paul Joseph Amar  | DVG       | Agriculteur retraité          |
| mars 2014                                | mai 2020 | Jean-Marie Amar              |           | Retraité agricole             |
| mai 2020                                 | En cours | Jean-Marie Paul Joseph Amar, |           | Ancien agriculteur exploitant |

## Démographie
L'évolution du nombre d'habitants est connue à travers les recensements de la population effectués dans la commune depuis 1793. Pour les communes de moins de 10 000 habitants, une enquête de recensement portant sur toute la population est réalisée tous les cinq ans, les populations de référence des années intermédiaires étant quant à elles estimées par interpolation ou extrapolation. Pour la commune, le premier recensement exhaustif entrant dans le cadre du nouveau dispositif a été réalisé en 2006.

En 2022, la commune comptait 575 habitants, en évolution de +8,29 % par rapport à 2016 (Hautes-Alpes : +0,4 %, France hors Mayotte : +2,11 %).
| 1793 | 1800 | 1806 | 1821 | 1831 | 1836  | 1841  | 1846  | 1851  |
| ---- | ---- | ---- | ---- | ---- | ----- | ----- | ----- | ----- |
| 839  | 767  | 891  | 918  | 962  | 1 010 | 1 066 | 1 118 | 1 081 |

| 1856  | 1861  | 1866  | 1872  | 1876  | 1881  | 1886  | 1891 | 1896 |
| ----- | ----- | ----- | ----- | ----- | ----- | ----- | ---- | ---- |
| 1 063 | 1 066 | 1 069 | 1 082 | 1 089 | 1 071 | 1 040 | 945  | 903  |

| 1901 | 1906 | 1911 | 1921 | 1926 | 1931 | 1936 | 1946 | 1954 |
| ---- | ---- | ---- | ---- | ---- | ---- | ---- | ---- | ---- |
| 872  | 848  | 842  | 728  | 724  | 670  | 643  | 621  | 508  |

| 1962 | 1968 | 1975 | 1982 | 1990 | 1999 | 2006 | 2011 | 2016 |
| ---- | ---- | ---- | ---- | ---- | ---- | ---- | ---- | ---- |
| 456  | 412  | 351  | 320  | 332  | 421  | 501  | 513  | 531  |

| 2021 | 2022 | - | - | - | - | - | - | - |
| ---- | ---- | - | - | - | - | - | - | - |
| 562  | 575  | - | - | - | - | - | - | - |

## Lieux et monuments

### Patrimoine religieux
La commune possède un patrimoine religieux assez important :
- Église paroissiale Saint-Laurent de Saint-Laurent-du-Cros, dédiée au saint patron de la commune, construite à partir de 1878 à l'emplacement d'un ancien édifice (mentionné dans le cadastre de 1836). L'édifice est formé d'un vaisseau à trois nefs, la nef centrale étant prolongée par une travée de chœur et une abside semi-circulaire ouvrant sur la sacristie, et d'un clocher-tour effilé et d'aspect imposant, dominant presque toute la commune. Elle est inscrite à l'Inventaire général du patrimoine culturel[25].

- Chapelle Sainte-Marie-l'Égyptienne au hameau du Cros, datant probablement de la seconde moitié du XIXe siècle, à l'emplacement d'une chapelle du XVIIIe siècle, et entourée d'un cimetière jusqu'au milieu du XXe siècle. L'édifice, composé d'une nef unique et d'un clocher-tour, est orné à l'intérieur d'un tableau au-dessus de l'autel représentant saint Antoine agenouillé au pied de la croix, œuvre remontant à la seconde moitié du XIXe siècle, probablement à la suite de l'incendie qui détruisit une partie importante du hameau du Cros en 1881 ; depuis lors, une messe est célébrée chaque année au mois de janvier en souvenir de cet événement. Elle est inscrite à l'Inventaire général du patrimoine culturel[26].

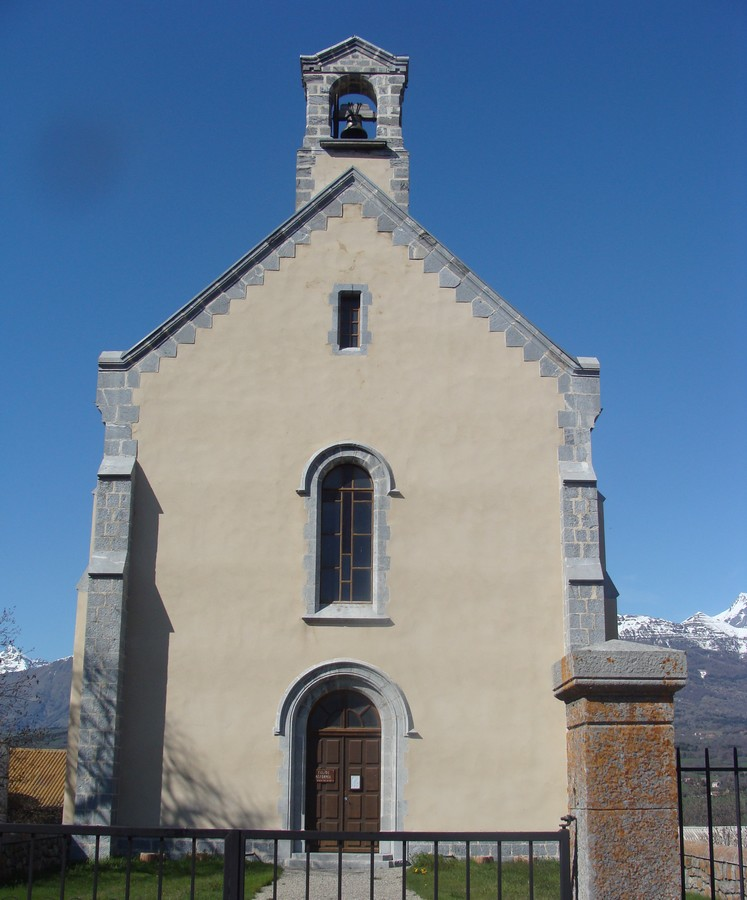
Le temple de Saint-Laurent.

- Chapelle Saint-Roch, au hameau de Serre-Richard, construite en 1837 à la suite d'une épidémie de choléra de 1835, et bénie en 1838. Elle est inscrite à l'Inventaire général du patrimoine culturel[27].
- Temple protestant, un des deux plus importants du département, datant de 1886.

La commune compte aussi neuf oratoires et croix.

### Patrimoine civil
La commune possède trois fours : à Saint-Laurent, au Serre (hameau du Cros) et à Serre-Richard. Un quatrième a été détruit il y a plusieurs dizaines d'années au hameau du Cros (à l'emplacement de la placette actuelle face à la fromagerie Ebrard).
Subsistent au Cros quelques vestiges de l'ancien château seigneurial, résidence entre autres du seigneur Martin, oncle de François de Bonne de Lesdiguières.
On peut encore suivre le tracé de l'ancienne voie ferrée, jamais mise en service, qui descendait du col de Manse, faisait le tour de Serre-Richard, puis revenait sous le Cros pour rejoindre Brutinel ; le pont sur la Bonne, à la limite de la commune de Laye, est en cours de restauration.
De même on peut reconstituer le tracé de l'ancien canal de Pont-du-Fossé, depuis le Bois de l'Ours, où il franchissait le Riou-Gras par un pont en maçonnerie, conservé mais détérioré, jusqu'au ravin de la Bonne, où il passait sur un autre pont-canal, conservé lui aussi.

## Héraldique
| Blason de Saint-Laurent-du-Cros | Blason  | De gueules à une épée d'or, la pointe en bas posée en bande, accostée de deux dauphins d'or crêtés, barbés, lorés, peautrés et oreillés de sable. |
| Blason de Saint-Laurent-du-Cros | Détails | Le statut officiel du blason reste à déterminer.                                                                                                  |